# Luís Correia Neves
Luís Correia Neves Filho (Lavras, julho de 1796 — Paranaíba, setembro de 1859) foi um dos fundadores do município de Paranaíba, portanto pioneiro colonizador do estado brasileiro de Mato Grosso do Sul. Teve, ademais, atuação importante no estabelecimento das atuais fronteiras desse estado.
Foi filho de Luís Correia Neves e Isabel da Silva Gomes, e esposo de Eleodora Rodrigues da Costa. Chegou, com sua família Correia Neves, à região leste sul-matogrossense em 1829, juntamente com a frente pioneira dos Garcia Leal, Barbosa e Lopes. Foi, aliás, muito próximo aos Garcia Leal, tendo sido compadre de Januário Garcia Leal Sobrinho e tendo a sua descendência se entrelaçado com a dele e de outros daquela família.
Diferentemente de outros pioneiros do município de Paranaíba, no entanto, estabeleceu-se ao sul daquela vila, às margens do rio Quitéria, o que seria um fator determinante para que seu filho, Luís Correia Neves Neto, formasse com sua família o primeiro núcleo colonizador do futuro município de Três Lagoas, pouco mais ao sul, no ribeirão Beltrão.
Nessa região do rio da Quitéria, Luís Correia Neves Filho tornou-se um rico proprietário, dono escravos, terras e variadas posses. Com sua esposa Eleodora Rodrigues da Costa, teve, ainda, vasta descendência, fator importante devido ao modelo de colonização familiar estabelecido na região. Tiveram:
- José Thiago Correia Neves (nascido em local desconhecido a 1819);
- Bernardino Correia Neves (nascido em local desconhecido a 1821 – Paranaíba, 10 de setembro de 1881), casado com Maria Joaquina de Freitas;
- Manoel Correia Neves (nascido em local desconhecido a 1823 – já falecido em Paranaíba quando de 1859), casado com Mariana Gonçalves;
- João Pedro Correia Neves (nascido em local desconhecido a 1826);
- Luís Correia Neves Neto (Paranaíba, batizado a 10 de novembro de 1835 – 8 de setembro de 1885), casado com Claudina Correia Neves (Paranaíba, batizada a 28 de dezembro de 1843, filha de Bernardino Correia Neves e Maria Joaquina de Freitas – falecida em data desconhecida)[1];
- Joaquim Correia Neves, nascido em Paranaíba a 1838;
- Justino Correia Neves, nascido em Paranaíba a 1842.

No ano de 1835 participou, juntamente a outros pioneiros da então vila de Sant'Ana de Paranaíba, de um abaixo-assinado referente às disputas territoriais entre os estados de Goiás e o então Mato Grosso. Assim como os outros paranaibanos, desejava que as divisas entre as então províncias fossem reavaliadas, de forma que a vila fizesse parte de Mato Grosso. Conseguiram seu intento, e a atuação do grupo na época foi determinante para o estabelecimento das fronteiras do atual estado de Mato Grosso do Sul.
Perdeu a esposa, Eleodora Rodrigues da Costa, em 1853, tendo se casado novamente com Maria Graciana de Jesus. Faleceu poucos anos depois.
Seu inventário se encontra no Memorial do Tribunal de Justiça de Mato Grosso do Sul.